# ترك ويران
ترك ويران هي قرية في مقاطعة شاهين دج، إيران. عدد سكان هذه القرية هو 267 في سنة 2006.